# Петиција права
Петиција права поднета је енглеском краљу Чарлсу 1628. године. 

## Петиција
Апсолутизам стјуардског краља Чарлса Ι изазивао је велико незадовољство у Енглеској. Краљ је убирао порезе и царине без дозволе парламента. Они који су одбијали да му плате били су бачени у затвор. Велика економска криза која је погодила земљу приморала је Чарлса да сазове парламент. Опозиција је однела победу. Вође опозиције били су Пим, Ериот, Едвард Кок, Вентворт. Они су поднели краљу Петицију права 1628. године.
Позивајући се на основне одредбе Велике повеље слобода, опозиционари су захтевали:
- Да се средства за државне расходе убирају само уз дозволу парламента.
- Да се војници не шаљу на кантоновање.
- Да се не врше хапшења без судског процеса.

Петиција је постала закон, али краљ није имао намеру да је се придржава. После распуштања парламента, Елиот је бачен у затвор
где је и умро. Парламент није сазиван у следећих 11 година (1629—1640). 